# Kasztíliai Urraca navarrai királyné
Kastíliai Urraca 1132-ben született, az észak-spanyolországi Pelúgano városában, VII. Alfonz kasztília-leóni király és szeretője, Guntroda Pérez leányaként, ám később, házassága feltételeként törvényesítették őt. Ő volt apja első fattyú gyermeke. Csak utána két évvel jött világra a király első törvényes gyermeke, Sancho herceg az első feleségétől, Barcelonai Berengária grófnőtől, pedig már azt hitték, hogy az asszony meddő, hiszen már négy éve vártak férjével a gyermekáldásra.

## Élete
Urraca apai nagyszülei: Pedro Díaz (a királyi udvar tagja) és Maria Ordóñez
Urraca anyai nagyszülei: Ivrea Rajmund galíciai gróf és Jiménez Urraca kasztília-leóni királyi hercegnő
Egy évvel Urraca születése után az anyai nagyszülei elválasztották őt édesanyjától, akit egy zárdába küldtek, hogy valamennyire helyrehozzák jóhírét.
Politikai okokból 1144. június 24-én apja hozzáadta őt a körülbelül 32 éves, özvegy és négygyermekes García Ramírez navarrai királyhoz. Hat évig tartó frigyük egy leánygyermeket eredményezett, Sancha hercegnőt, aki 1148-ban született. Száncsá kétszer is férjhez ment élete során, első hitvese 1165-től V. (Béarn) Gászton vikomt lett, akitől sajnos nem született gyermeke házasságuk körülbelül öt éve során. Második férje Pedro de Lara lett. Száncsá 1176-ig élt, azaz körülbelül 28 éves koráig.
Amikor 1150-ben Urraca megözvegyült, mostohafia, Sancho lett a királyság új uralkodója, és 1157-ben elvette Urraca féltestvérét, Sanchát.
Az özvegy királyné férje halála után visszatért szülőföldjére, apja pedig 1153-tól 1164-ig rábízta Asztúria irányítását. Oviedoóban Urraca a néhai II. (Beni Alfons) Alfonz asztúriai király palotájában, a katedrálisban kapott lakosztályt. Apja bőkezűen osztogatta neki a javakat, többek között az Aller uradalmat is, és amikor az 1157-ben elhunyt, az asszony utána még hét évig meg tudta tartani pozícióját Asztúria élén. Az ottani egyházért sokat tett mind Urraca, mind pedig édesapja akik számos nagylelkű felajánlást tettek számára. Az ő nevükkel kapcsolják össze többek közt az oviedo-i katedrálist és az oviedo-i San Pelayo kolostort is. Urraca és édesanyja nevéhez fűződik a Santa María de la Vega monostor megalapítása, ráadásul Urraca anyját ott is temették el, sírkövét pedig ma az Asztúriai Archeológiai Múzeum őrzi.
Urraca valamikor 1163 előtt újból férjhez ment, új hitvese pedig Álvaro Rodríguez de Castro lett, akitől két gyermeke született:
- Sancho (1164 körül - 1196 után)
- Elo (? - 1195 szeptembere után), ő sosem házasodott meg

Urraca az asztúriai Palencia-ban hunyt el, ám halála pontos időpontja még ma is vitákra ad okot. Egyesek szerint valamikor 1164 után halt meg, mások úgy vélik, 1164. október 26-án hunyt el, ám ez a feltételezés nem helytálló, hiszen a Sandovali Szűz Mária nevű kolostorban még említik őt, 1178. február 25-én, amikor is újabb jelentős összeget adományozott különféle célokra. Újabb források szerint 1189-ig élt az asszony, az Annals of Toledo viszont úgy véli, 1179-ben távozott az élők sorából.
Urraca-t a palenciai katedrális Szent Mária Magdolna nevű kápolnájában helyezték végső nyugalomra.
| Elődje: Laigle-i Margit | Navarra királynéja 1144 – 1150 | Utódja: Kasztíliai Sancha |